# Womens Bay
Womens Bay és una concentració de població designada pel cens dels Estats Units a l'estat d'Alaska. Segons el cens del 2000 tenia 690 habitants.

## Demografia
Segons el cens del 2000, Womens Bay tenia 690 habitants, 251 habitatges, i 175 famílies La densitat de població era de 6,1 habitants/km².
Dels 251 habitatges en un 40,2% hi vivien nens de menys de 18 anys, en un 57,4% hi vivien parelles casades, en un 8,8% dones solteres, i en un 29,9% no eren unitats familiars. En el 23,9% dels habitatges hi vivien persones soles l'1,6% de les quals corresponia a persones de 65 anys o més que vivien soles. El nombre mitjà de persones vivint en cada habitatge era de 2,75 i el nombre mitjà de persones que vivien en cada família era de 3,28.
Per edats la població es repartia de la següent manera: un 30,7% tenia menys de 18 anys, un 6,8% entre 18 i 24, un 36,1% entre 25 i 44, un 24,2% de 45 a 60 i un 2,2% 65 anys o més.
L'edat mediana era de 35 anys. Per cada 100 dones de 18 o més anys hi havia 116,3 homes.
La renda mediana per habitatge era de 72.083 $ i la renda mediana per família de 71.250 $. Els homes tenien una renda mediana de 49.792 $ mentre que les dones 40.605 $. La renda per capita de la població era de 27.746 $. Cap de les famílies estaven per davall del llindar de pobresa.

## Poblacions més properes
El següent diagrama mostra les poblacions més properes.